# جامعة كوينزلاند المركزية
جامعة كوينزلاند المركزية هي جامعة عامة في أستراليا تأسست عام 1967.

## إحصائيات
يبلغ عدد طلاب الجامعة 35,000 طالب.